# Piława (powiat szczecinecki)
Piława (niem. Pielburg) – wieś letniskowa w Polsce położona w województwie zachodniopomorskim, w powiecie szczecineckim, w gminie Borne Sulinowo, przy drodze krajowej nr 20 (Stargard Szczeciński-Szczecinek-Gdynia), rozciągnięta na wysokim brzegu jeziora Pile.
W 1998 r. zmieniono nazwę wsi z Pile na Piława.
Kościół pw. Piotra i Pawła Apostoła z 1866 r., wieża z 1924 r. 